# International Peace Operations Association
L'International Peace Operations Association (IPOA) est une association professionnelle fondée en avril 2001 et basée à Washington DC, États-Unis; elle se donne pour objectif de représenter l'industrie naissante des sociétés militaires privées (SMP). Ces statuts sont ceux d'une organisation sans but lucratif de type 501c. Depuis 2001, elle édicte un code de conduite à l'usage des SMP membres, régulièrement réactualisé afin de coller aux évolutions du droit.

## Organigramme
- Président : Doug Brooks
- Directeur : J.J. Messner,
- Responsable du développement : Jared Lawyer

## Listes des membres[Quand?]

### Membres à part entière
- - Aecom[2]
  - Agility[3]
  - AMECO[4]
  - American Glass Products[5]
  - Arkel International (en)[6]
  - ArmorGroup[7]
  - ASPIC (Private Military Company)[8]
  - Aviazapchast[9]
  - Burton Rands Associates[10]
  - Critical Mission Support Services[11]
  - Crowell & Moring LLP[12]
  - CTG Global[13]
  - Cyrus Strategies LLP[14]
  - DLA Piper LLP[15]
  - Dreshak International North America[16]
  - DynCorp International[17]
  - Ecolog International[18]
  - EOD Technology, Inc.[19]
  - Evergreen International Airlines, Inc.[20] (fermé en 2013[21])
  - Exploration Logistics[22]
  - FSI Worldwide[23]
  - GardaWorld[24]
  - Ge2b Seguridad Internacional[25]
  - Global Fleet Sales[26]
  - Gold Coast Helicopters[27]
  - Hart[28]
  - Holland & Hart LLP[29]
  - Insitu, Inc.[30]
  - International Armored Group[31]
  - J-3 Global Services LLP[32]
  - Medical Support Solutions[33]
  - Mission Essential Personnel[34]
  - MPRI[35]
  - New Century[36]
  - Olive Group[37]
  - OSSI, Inc.[38]
  - Overseas Lease Group[39]
  - Paramount Logistics[40]
  - Pax Mondial[41]
  - Paxton International[42]
  - RA International[43]
  - Reed, Inc.[44]
  - Rutherfoord[45]
  - Securiforce International[46]
  - Securiguard, Inc.[47]
  - Security Support Solutions(3S)[48]
  - Shook, Hardy & Bacon LLP[49]
  - SkyLink USA[50]
  - SOC Inc.[51]
  - SOS International, Inc.[52]
  - Swift Freight International[53]
  - Tangiers International[54]
  - Threat Management Group[55]
  - Triple Canopy[56]
  - Tundra[57]
  - Unity Resources Group[58]
  - URS, EG&G Division[59]
  - Whitney, Bradley & Brown[60]
  - Worldwide Shelters LLC[61]

### Membre associé
- - MineWolf Systems